# Om heste og mænd
Om heste og mænd er en islandsk dramafilm fra 2013 instrueret af Benedikt Erlingsson.

## Resume
En beretning om forholdet mellem islændinge og deres heste - men også fortællingen om islændinge imellem. I den første historie møder vi alfahan Kolbeinn ridende på sin hvide hoppe, som alle i byen misunder ham. Solveig er forelsket i Kolbeinn og inviterer ham til middag. Men ved den romantiske afsked går det galt: Solveigs sorte hingst bryder igennem hegnet og kaster sig straks over den smukke hvide hoppe, alt imens Kolbeinn sidder i sadlen. Hjemturen bliver en walk of shame for Kolbeinn, der med knækket stolthed rider hjem på sin nu befrugtede hoppe. Hoppen må lade livet og mange drabelige optrin sættes i gang, førend hverdagen igen indfinder sig i det lille samfund.

## Modtagelse
Filmen modtog Nordisk Råds Filmpris i 2014.